# Tractat de San Ildefonso (1777)
El tractat de San Ildefonso de 1777 va ser un acord signat entre Espanya i Portugal l'1 d'octubre de 1777, pel qual s'establien les fronteres entre tots dos països a Sud-amèrica. Els portuguesos cedien la meitat sud de l'actual Uruguai (incloent Colònia del Sacramento), a Espanya, més les illes d'Annobón i Fernando Poo a aigües de la Guinea, a canvi de la retirada espanyola de l'illa Santa Catarina, a la costa de Brasil.

## Antecedents

### Tractat de Tordesillas

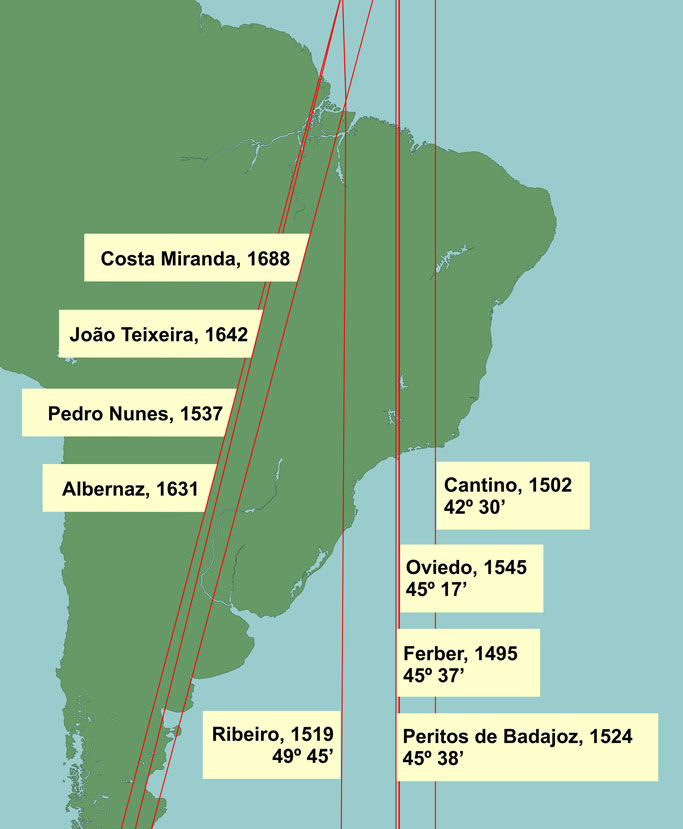
El meridià de Tordesillas segons diferents cartògrafs.

Els conflictes diplomàtics i militars entre Espanya i Portugal sobre els límits de les seves colònies a Amèrica es remunten a la data mateixa del seu descobriment en 1492. A l'any següent, el papa Alexandre VI va promulgar les Butlles Alexandrines, també anomenades Inter coetera, concedint a Espanya la possessió dels nous territoris descoberts i per descobrir a l'oest del meridià a 100 llegües a l'oest de Cap Verd, i a Portugal els territoris a l'est. Davant les reclamacions portugueses, en 1494 es va signar el tractat de Tordesillas, pel qual aquesta línia de demarcació es va traslladar 270 llegües més a l'oest. Però la rudimentària cartografia de l'època va impedir establir amb exactitud aquesta línia, portant a diferents interpretacions sobre els límits entre tots dos regnes.

### Seglexvii
Durant el període en el qual Portugal va estar sota el govern de la Casa d'Àustria com la resta d'Espanya (1580 - 1640) en una unió dinàstica aeque principaliter, les desavinences territorials van quedar aparcades, però amb el reconeixement oficial per part d'Espanya de la independència de Portugal segons el tractat de Lisboa de 1668 van tornar els conflictes. El gener de 1680 el governador de Rio de Janeiro, Manuel Lobo, va fundar la Colònia del Sacramento en un territori reclamat per Espanya com a propi; a l'agost del mateix any el governador espanyol de Buenos Aires José de Garro va ocupar militarment el nou assentament. El tractat provisional de Lisboa de 1681 establia la retirada de les tropes espanyoles i la creació d'una comissió mixta que resolgués la situació, però aquesta comissió no va aconseguir establir un acord.

### Seglexviii
Pel tractat de Lisboa de 1701 Espanya va cedir novament la Colònia del Sacramento, però la ruptura de l'acord dos anys després va provocar la seva ocupació militar. El tractat d'Utrecht de 1715 la va retornar a Portugal. En 1726 Felip V va disposar la fundació de la ciutat de Montevideo al territori en disputa.

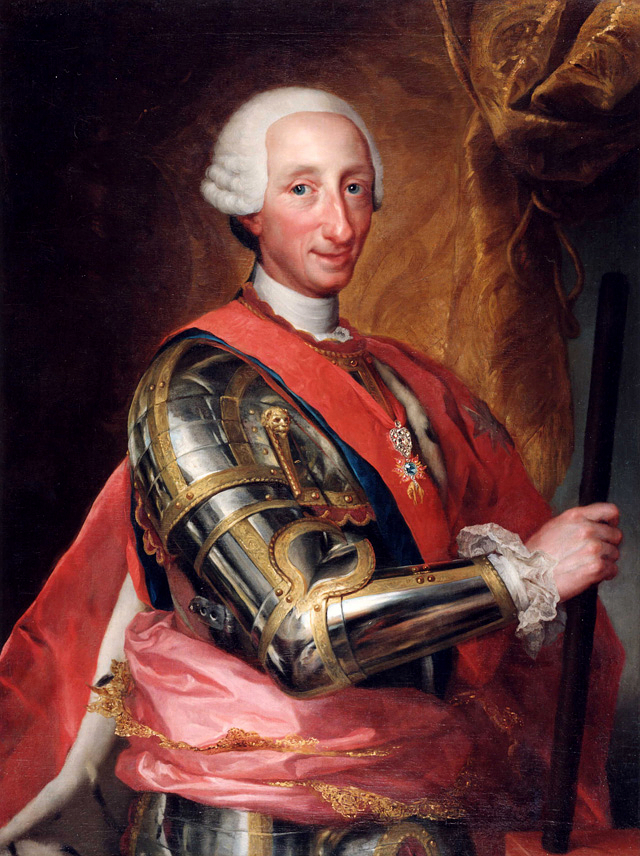
Carles III d'Espanya.

En 1750 es va signar el tractat de Madrid, anul·lat pel tractat del Pardo de 1761. En 1762 Espanya va entrar en la guerra dels set anys en el bàndol oposat a Portugal. En 1763 la guerra va acabar amb la signatura del tractat de París, que incloïa la restitució de Colònia a Portugal. Promoguda pel Marquès de Pombal, en 1766 una expedició militar portuguesa va ocupar els forts espanyols de Santa Tecla, Santa Teresa i Montevideo. En resposta Espanya va enviar Francisco Javier Everardo-Tilly i Pedro de Cevallos, que van prendre militarment l'illa Santa Catarina i van recuperar els territoris ocupats pels portuguesos.

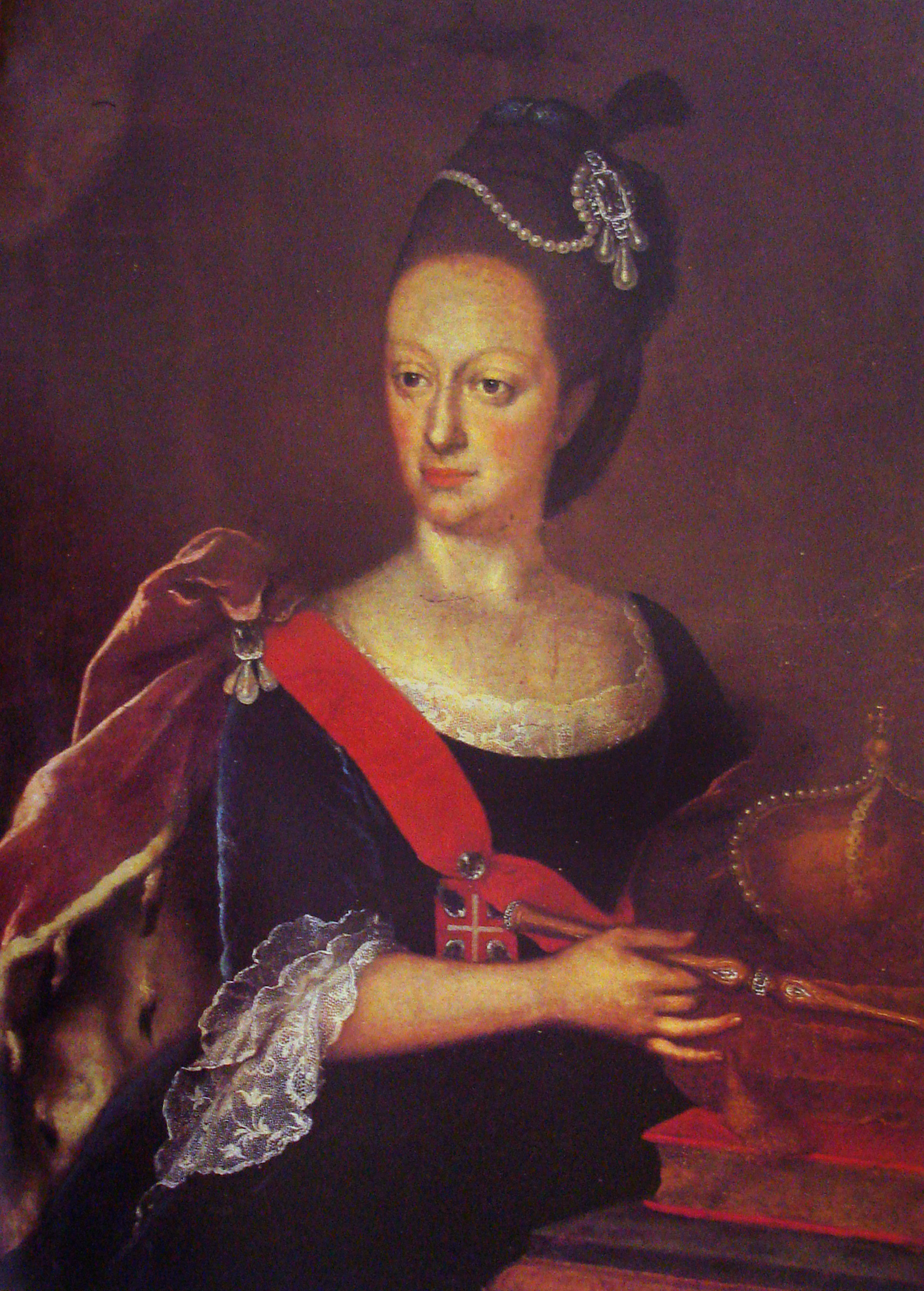
Maria I de Portugal.

Després de la mort de Josep I de Portugal al febrer de 1777 i l'ascens al tron de la seva filla Maria I de Portugal (neboda de Carles III d'Espanya per part de mare), el nou govern portuguès va suspendre al marquès de Pombal, destacat partidari de la successió masculina, i va buscar l'acord amb Espanya.

## Acords
L'1 d'octubre de 1777 al Palau Reial de La Granja de San Ildefonso, el comte de Floridablanca en representació de Carles III d'Espanya i Francisco Inocencio de Souza Coutinho en nom de la reina Maria I de Portugal van signar l'acord «amb el sincer desig d'extingir les desavinences que hi ha hagut entre les corones d'Espanya i Portugal i els seus respectius vassalls durant gairebé l'espai de tres segles sobre els límits dels seus dominis d'Amèrica i Àsia». Les principals condicions del tractat van ser les següents:
- Hi hauria pau entre tots dos regnes.
- Ratificació dels tractats de Lisboa (1668), Utrecht (1715) i París (1763).
- Alliberament dels presoners de tots dos bàndols. Restitució mútua de les preses fetes des de 1763.
- La frontera entre tots dos països quedava delimitada per una línia traçada seguint el curs dels rius relacionats a continuació; a les zones muntanyenques es va fixar en els punts més alts de les serralades que separessin les capçaleres dels rius: rierol de Chuy, llacuna Merín, la capçalera del riu Negro, riu Uruguai cap al nord, riu Pepirí Guazú fins a la seva capçalera i d'allí a la del riu San Antonio, riu Iguaçú, Paraná i Igurey aigües amunt fins al seu naixement. Des d'allí fins a la capçalera del riu Corrientes i seguint el curs d'aquest pel riu Paraguai[2] fins a la seva desembocadura al Yaurú. D'allí en línia recta cap a l'oest fins al riu Guaporé, baixant el riu Madeira; des del punt equidistant entre la desembocadura del Mamoré en el Madeira i el riu Amazones la frontera aniria en línia recta cap a l'est fins al riu Yabarí; baixant per l'Amazones fins al Yapurá, riu Negro i Orinoco fins a la seva desembocadura a l'oceà Atlàntic.
- La navegació pels rius esmentats en els trams en els quals aquests formessin frontera seria lliure per a tots dos països.
- Formació d'una comissió mixta per fixar sobre el terreny els límits.
- Espanya evacuaria l'illa Santa Catarina; Portugal hauria de negar l'entrada en aquest port a vaixells que no fossin espanyols o portuguesos.
- Negació dels ports de tots dos països signataris als navilis de països enemics de qualsevol d'ells, i a qualsevol navili de qualsevol bandera que portés contraban.
- Cessió de les illes d'Annobón i Fernando Poo, a la costa occidental africana, a Espanya.
- Renúncia d'ambdues parts als drets sobre els territoris de l'altra part signatària establerts mitjançant aquest acord. Renúncia de Portugal als possibles drets sobre les illes Filipines i Marianes.

## Conseqüències
Aquest tractat va suposar un acostament entre ambdues corones, després de dècades d'enfrontaments i disputes des de la independència portuguesa en 1640 i l'aliança lusitana amb Anglaterra. El tractat seria ratificat en el tractat d'amistat, garantia i comerç signat al Pardo en 1778.